# AS-201

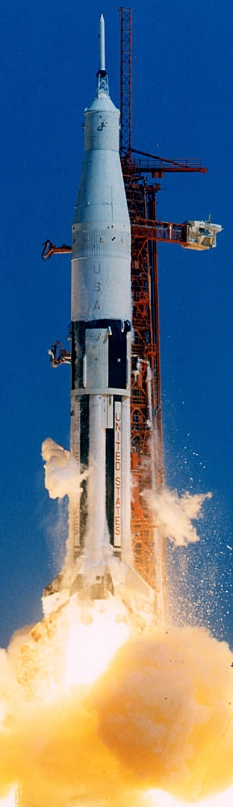
AS-201의 발사

AS-201은 SA-201이라고도 하며, 미국의 아폴로 계획에 의해 새턴 IB 로켓을 사용해 최초로 행해진 발사 시험이다.

## 목적
AS-201은 새턴 IB 로켓의 첫 시험 비행일 뿐만 아니라, 실물의 아폴로 사령·기계선을 처음으로 우주 공간에 보내는 실험이기도 했다. 새턴 IB 로켓은 아폴로 계획의 초기 단계에서 벌써 10회의 시험 비행에 성공한 새턴 I 로켓의 발전형이며, 제 1단 로켓의 출력은 새턴 I의 5,800 kN 로부터 7,100 kN까지 높아졌다. 또 제 2단 로켓에는, 새턴 V 로켓의 제 3단으로 사용되는 S-IVB 가 사용되었다. S-IVB 는, 새턴 V 로켓의 2단에도 사용되고 있는 액체 수소를 연료로 하는 J-2 로켓 엔진을 1기 탑재하고 있어, 우주 공간에서의 재점화가 가능했다.

## 준비
제 1단로켓은, 수송선 콘프로마이스호에 탑재되어 1965년 8월 14일에 케네디 우주 센터에 도착했다. 제 1단은 로켓다인 사 제(製)의 H-1 엔진을 8기 탑재해, 제작은 크라이슬러 사였다. 제 2단 S-IVB는 1965년 9월 18일, 비행제어장치는 1965년 10월 22일, 사령선은 1965년 10월 27일에 각각 도착했다. 제 1단은 도착 후 곧바로 발사대에 설치되었고, 제 2단은 1965년 10월 1일, 비행제어장치는 1965년 10월 25일, 사령·기계선은 1965년 12월 26일에 각각 설치되었다. 도중 다양한 문제에 부딪히면서도 작업은 진행되었다.

## 비행
AS-201은 예정보다 1개월 가깝게 늦은 1966년 2월 26일 16:12:01 UTC에 케네디 우주 센터 LC-34 발사대로부터 발사되었다. 제 1단 로켓은 완벽하게 작동해 고도 57 km에서 떼어내졌고, 계속해서 제 2단 로켓이 고도 425 km 에 도달할 때까지 연소했다. 고도 488 km 에 도달한 시점에서 사령·기계선이 분리되었다.
계속해서 기계선의 엔진을 184초간 분사했고, 10초간 간격을 두어 한번 더 10초간 분사해 우주선을 가속했다. 이것에 의해 달까지의 비행에 대해 결정적으로 중요한 요소가 되는 기계선 엔진의 우주에서의 재점화가 가능한 것이 확인되었다.
사령선은 초속 8,300 m 로 대기권에 재돌입해 발사로부터 37 분 후에 예정지점으로부터 72 km 떨어진 해상에 착수했고, 2시간 후에 회수 항공모함 복서(USS Boxer)에 의해 회수되었다.

## 문제점
AS-201에서는 큰 문제점이 3개 있었다. 첫 번째는, 기계선의 엔진이 80초간밖에 작동하지 않았던 것이다. 원인은, 산화제의 계통이 파손되어 압력 가스의 헬륨이 산화제에 섞여 버린 것이었다. 두 번째는, 대기권 재돌입 시에 사령선의 전력이 정지해 제어 불능 상태에 빠진 일이고, 세 번째는, 역시 대기권 재돌입시에 회로에 이상이 발생해 계측 기기가 정지해 버린 것이었다. 전기 계통에 관한 문제는 배선의 불비 때문인 것이 곧바로 판명되었으므로 즉시 개선되었다.

## 사령선 위치
AS-201에 사용된 사령선은, 그 후 화이트 샌즈 미사일 레인지에서 낙하 시험 등에 사용되었고, 현재는 네브래스카주 어쉬 랜드의 전략 공군 박물관에 전시되고 있다.

## 같이 보기
- 스플래시다운